# Cagnes-sur-Mer
Cagnes-sur-Mer ou Canha de Mar é uma comuna do sudeste de França no departamento dos Alpes Marítimos. Está situada na costa mediterrânea entre Saint-Laurent-du-Var e Villeneuve-Loubet.

## Geografia
Ela se estende ao longo de uma enseada que oferece cerca de 4 quilómetros de praia e está rodeada de colinas, entre as quais a que alberga o castelo que atinge os 90 metros de altitude. Atravessam a cidade dois rios: la Cagne e o Malvan.
Compreeende um velho burgo medieval empoleirado sobre um a colina dominada pelo castelo, uma cidade moderna ao pé e uma aldeia de pescadores, chamada Le Cros de Cagnes, na orla marítima.
O nome  Cagnes e geralmente explicado pelo nome latino Cannius. Pode-se também encarar a sua origem pré-indoeuropeia  kan (= altura), o que corresponde à situação da vila medieval .

## História
Vila celto-ligúrica desenvolvida a partir de um ópido galo-romano, Cagnes-sur-Mer transformou-se no século XI num burgo medieval. Devido à sua proximidade com o rio Var que serve de fronteira entre o Condado da Provença e o da Saboia, tornou-se em 1388 num posto fronteiriço importante.  Depois de ter sofrido numerosos conflitos fronteiriços no século XVI, o pequeno burgo conheceu um período calmo sob o reinado de Luís XIII antes de sofrer novas invasões durante os reinados de Luís XIV e Luís XV.
A história da cidade está intimamente ligada à do castelo, construído em Le Haut de Cagnes. Com efeito, foi em 1309 que Rainier Grimaldi, soberano do Mónaco, tornou-se senhor de  de Cagnes-sur-Mer. Ele fez edificar o Château Grimaldi que se tornou propriedade da família Grimaldi até à Revolução Francesa, em 1789. Em 1620, o barão Jean-Henri Grimaldi, sob a protecção de Luís XIII e de Richelieu, transforma o castelo medieval numa residência confortável, onde pairava uma vida faustosa. Mas na época da Revolução Francesa, a família Grimaldi é expulsa do castelo. O castelo é deixado ao abandono até que um proprietário o adquiriu e restaurou em 1875.
Le Cros de Cagnes: no fim do século XVIII, pescadores oriundos de Menton duas vezes lançaram as suas redes sobre as águas de Cagnes-sur-Mer. Estas últimas foram tão piscosas que eles decidiram instalar-se definitivamente sobre as suas costas, na altura pantanosas, juntando-se depressa aos habitantes de Cagnes que abandonavam as actividades agrícolas. A pequena vila não cessou de prosperar graças à pesca, tendo atingindo o seu apogeu no princípio do século XX, com uma frota de mais de uma centena de «pointus» (nome dado aos barcos de pesca locais).

## Administração
| Período                                       | Nome                 | Partido | Qualidade |
| --------------------------------------------- | -------------------- | ------- | --------- |
| 1900-1912                                     | Hippolyte Guis       |         |           |
| 1912-1919                                     | Ferdinand Deconchy   |         |           |
| 1919                                          | Hippolyte Guis       |         |           |
| 1919-1925                                     | Joseph Maurel        |         |           |
| 1925-1935                                     | Julien Pasqualini    |         |           |
| 1935-1944                                     | Hippolyte Vial       |         |           |
| 1944-1953                                     | Louis Negro          |         |           |
| 1953-1956                                     | Hippolyte Vial       |         |           |
| 1956-1959                                     | Louis Negro          |         |           |
| 1959-1961                                     | Édouard Robion       |         |           |
| 1961-1983                                     | Pierre Sauvaigo      |         |           |
| 1983-1984                                     | Jean-Raimond Giacosa |         |           |
| 1984-1995                                     | Suzanne Sauvaigo     |         |           |
| 1995 -                                        | Louis Nègre          | UMP     |           |
| Os dados anteriores ainda não são conhecidos. |                      |         |           |

Lugar de referência : MairesGenWeb - Base de dados dos Presidentes de Câmara Franceses

## Demografia
| 1962                         | 1968   | 1975   | 1982   | 1990   | 1999   |
| ---------------------------- | ------ | ------ | ------ | ------ | ------ |
|                              | 22 110 | 29 538 | 35 214 | 40 902 | 43 942 |
| Números retidos desde 1968 : |        |        |        |        |        |

## Lugares e monumentos
- O castelo-museu Grimaldi : foi adquirido pelo município em 1939; o castelo transformou-se em museu em 1946. Este castelo-museu tem no seu seio um fresco, (afresco no Brasil), que representa a queda de Faetonte, realizado em 1620 por Giulio Benso Pietra. O castelo abriga um museu etnográfico da oliveira, a doação Suzy Solidor, compreende quarenta retratos da cantora rproduzidos por grandes nomes da pintura dos inícios do século XX. Existe ainda um museu de arte mediterrânica. Todos os verões, o castelo propõe igualmente exposições temporárias no quadro do seu Festival Internacioanl de Pintura.
- O domínio Renoir : foi em  1903 que o pintor francês Pierre-Auguste Renoir comprou uma propriedade no bairro Des Collettes, onde ele viveu até a sua morte 1919. Hoje transformada em museu, o seu dono proporciona a visita ao ateliê de pintura, quadros do período nacarado de (1889 a 1919), sepulturas, litografias e estudos preparatórios.

É de salientar que numerosos artistas como Pierre-Auguste Renoir, Chaïm Soutine, Raoul Dufy, Léonard-Tsuguharu Foujita, Victor Vasarely, Moïse Kisling, Yves Brayer, Mouloudji, Georges Simenon, George Ulmer… residiram e trabalharam em Cagnes-sur-Mer,  apelidada até à década de 1960 a « Montmartre da Côte d'Azur ».

## Geminações
Cagnes-sur-Mer está geminada com a cidade alemã de Passau desde 1973. Todos os anos, numerosos alunos de Cagnes-sur-Mer efectuam trocas com jovens da cidade alemã no quadro escolar.